# Hyles livornica

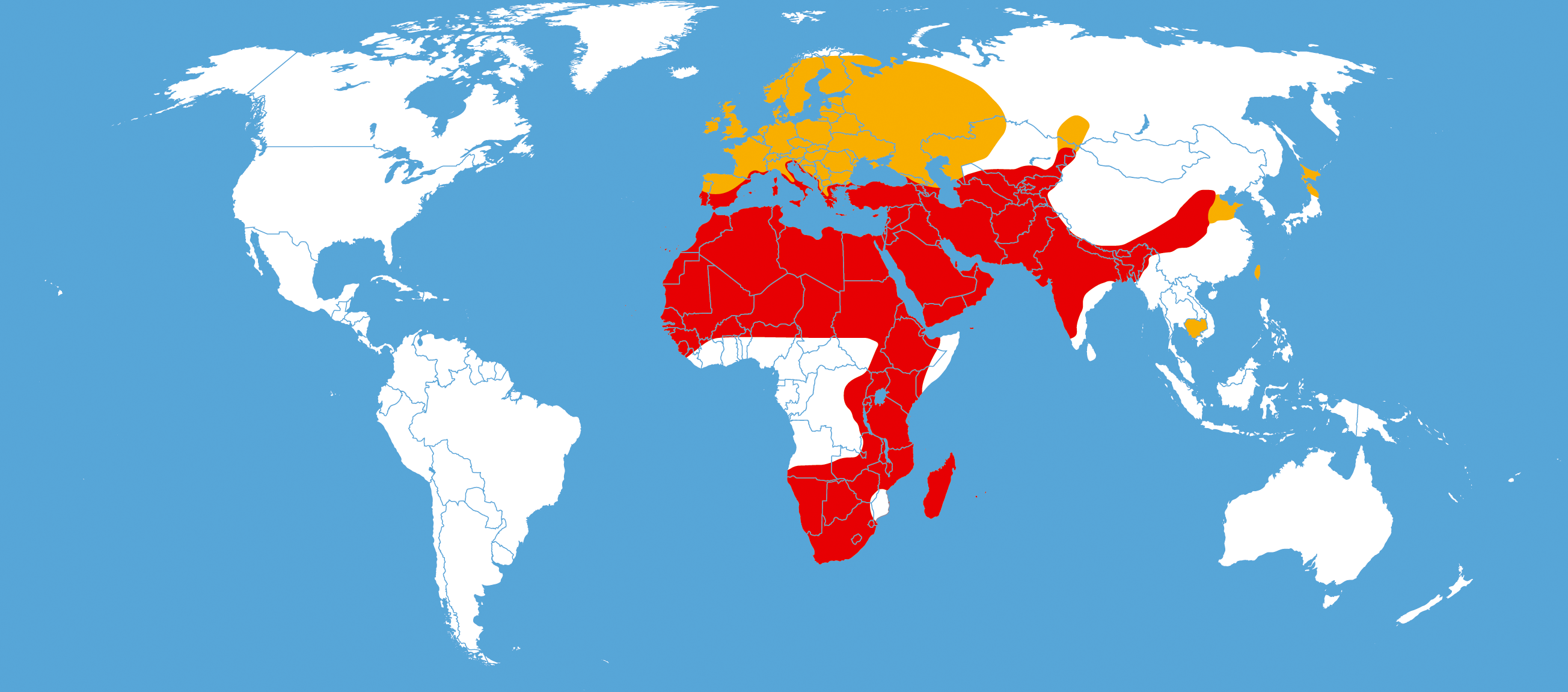
Distribución: rojo, todo el año; naranja, verano

Hyles livornica es una mariposa nocturna de la familia Sphingidae.

## Taxonomía y sistemática
Eugen Johann Christoph Esper describió esta especie en 1780 con un ejemplar de Livorno, Italia, que dio el nombre específico. En 1819 Jacob Hübner colocó esta especie en el género recién creado, Hyles. 
Hasta el siglo XX se la consideró coespecífica con Hyles lineata de Norteamérica, se le daba el nombre Celerio lineata ssp. livornica. Basándose en estudios de ADN se ha establecido como una especie, no una subespecie. Es de distribución en el Paleártico y en África, con las siguientes relaciones taxonómicas:
|  | Hyles nicaea |
|  |              |
|  | Hyles gallii |
|  |              |

|  | Hyles livornica                                                                       |
|  |                                                                                       |
|  | \| \| Hyles vespertilio \| \| \| \| \| \| Hyles euphorbiae - Complex s.l. \| \| \| \| |
|  |                                                                                       |
|  | Hyles vespertilio                                                                     |
|  |                                                                                       |
|  | Hyles euphorbiae - Complex s.l.                                                       |
|  |                                                                                       |

|  | Hyles vespertilio               |
|  |                                 |
|  | Hyles euphorbiae - Complex s.l. |
|  |                                 |

|  | Hyles nicaea |
|  |              |
|  | Hyles gallii |
|  |              |

|  | Hyles livornica                                                                       |
|  |                                                                                       |
|  | \| \| Hyles vespertilio \| \| \| \| \| \| Hyles euphorbiae - Complex s.l. \| \| \| \| |
|  |                                                                                       |
|  | Hyles vespertilio                                                                     |
|  |                                                                                       |
|  | Hyles euphorbiae - Complex s.l.                                                       |
|  |                                                                                       |

|  | Hyles vespertilio               |
|  |                                 |
|  | Hyles euphorbiae - Complex s.l. |
|  |                                 |

## Distribución
Se encuentra en África, sur de Europa y Asia central y oriental. Es migratoria (véase el mapa de distribución).

## Descripción
Hyles livornica tiene una envergadura de 60–80 mm. Los machos son ligeramente más pequeños que las hembras. Las alas delanteras y el cuerpo son castaño oliváceos o beige, con bandas blancas. Las alas posteriores son rosadas con bordes blanco y negros. La cabeza y el tórax son castaño oliva con bandas blancas. El abdomen castaño oliva con segmentos blanco y negros. Los primeros dos segmentos tienen manchas laterales grandes blanco y negros. Las antenas son castaño oscuro oliváceo con el extremo blanco.
Vuelan desde febrero a octubre según la localidad. En Europa los adultos se ven desde abril a junio y desde agosto a septiembre en dos generaciones y a veces en invierno. Emigran desde África a Europa. Las orugas son verdes con marcas negras y alcanzan desde 65 a 80 mm.

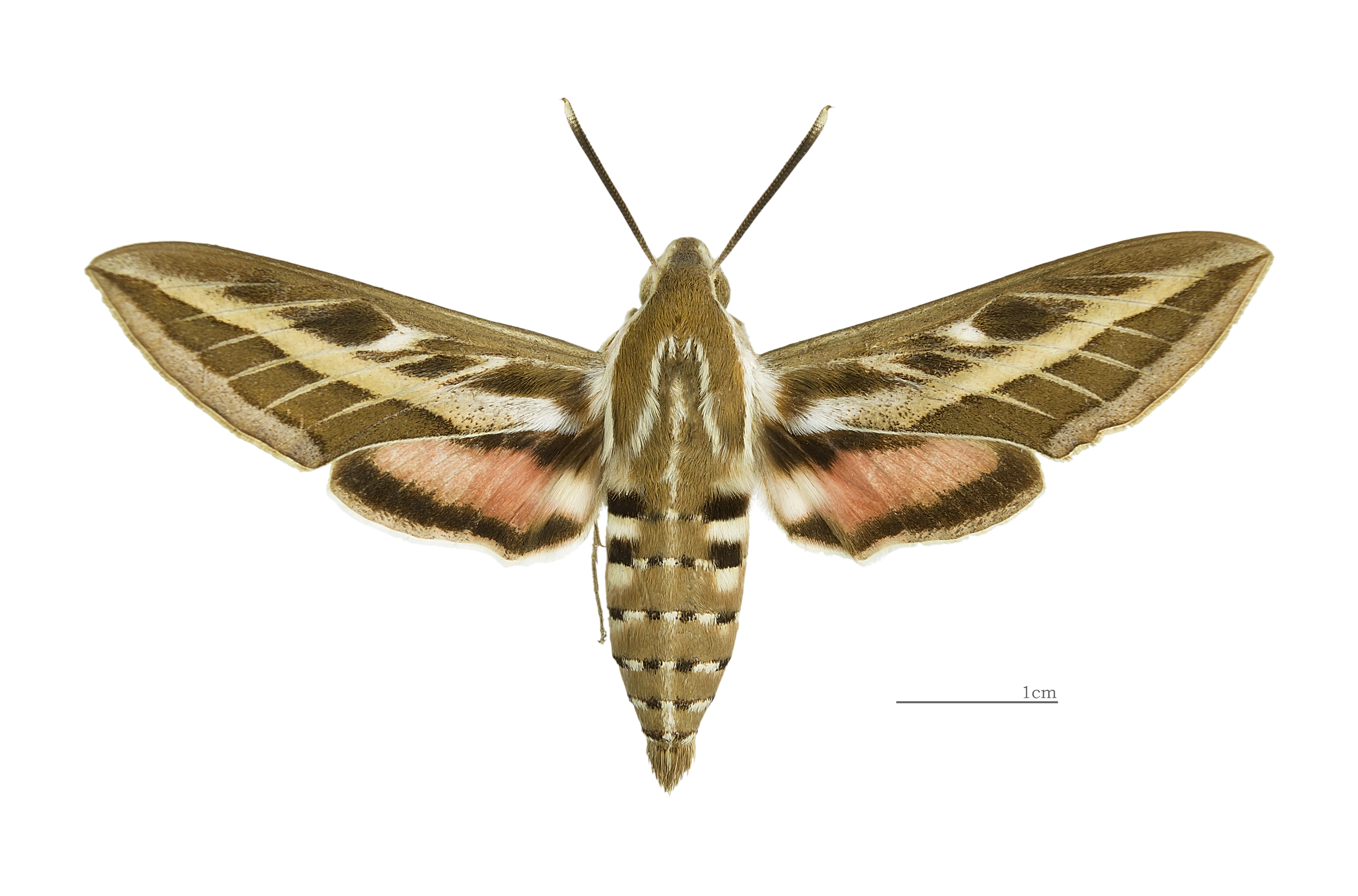
Macho, vista dorsal - Museo de Toulouse
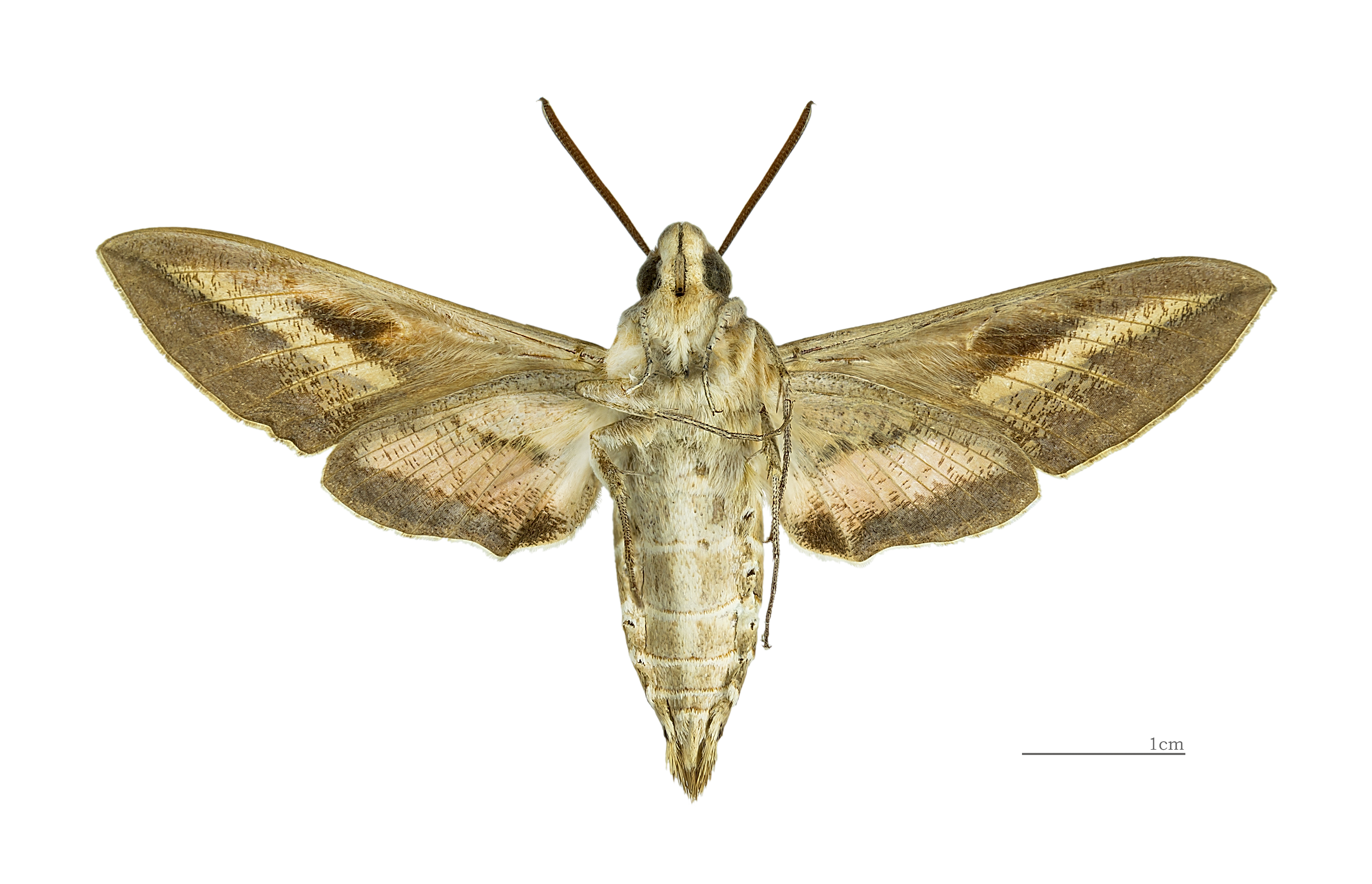
Macho, vista ventral - Museo de Toulouse
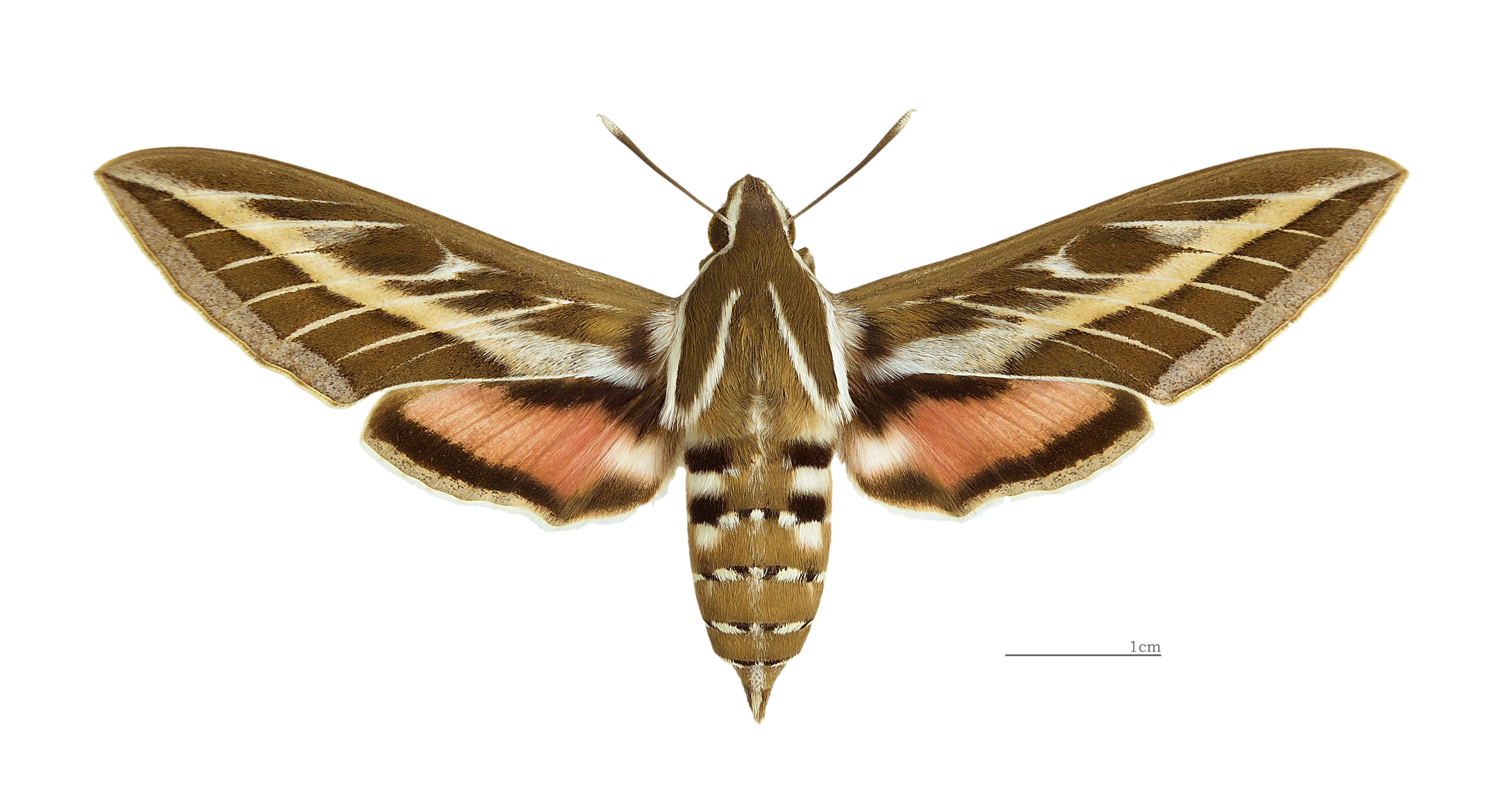
Hembra, vista dorsal - Museo de Toulouse
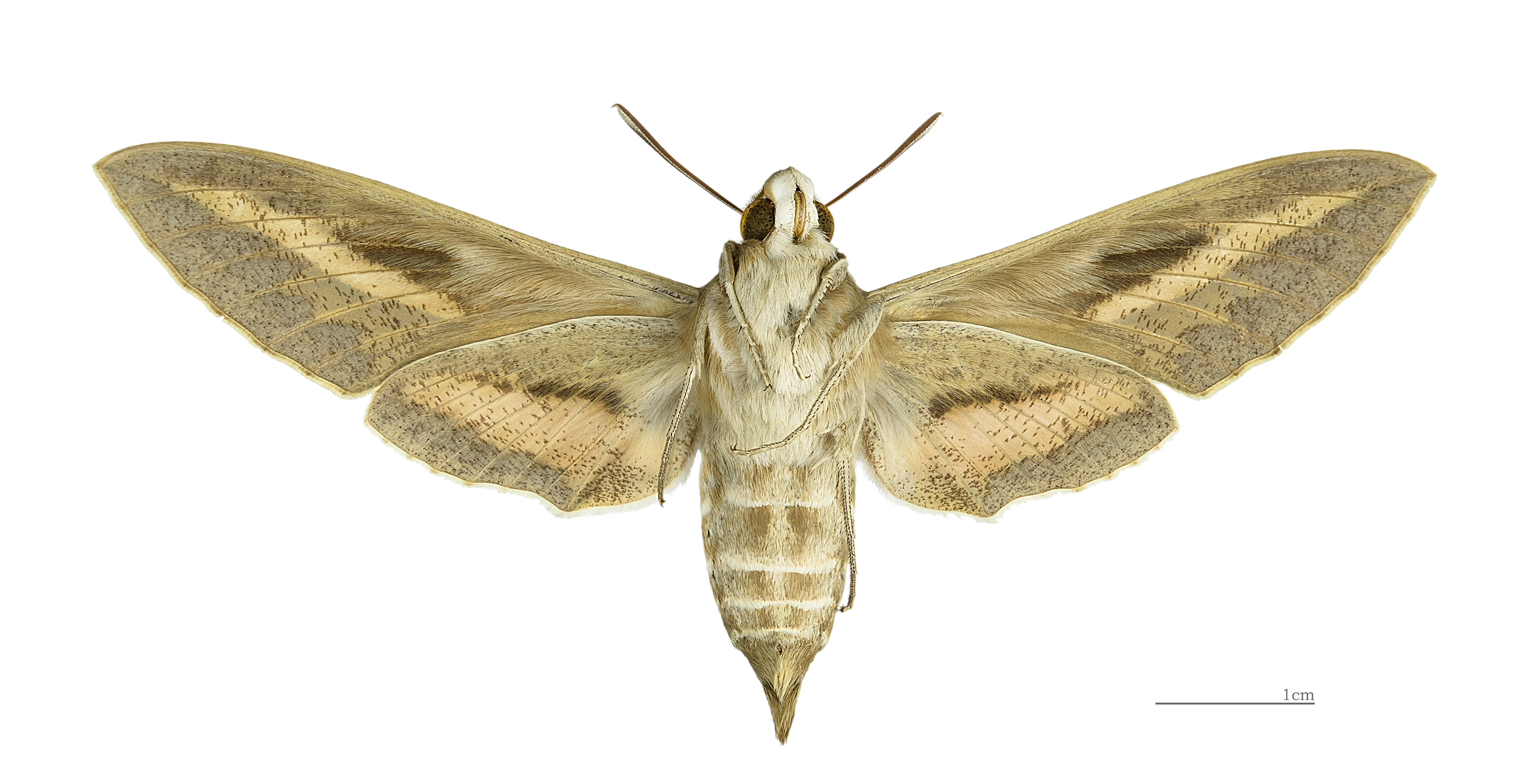
Hembra, vista ventral - Museo de Toulouse

## Biología
Las larvas se alimentan de una variedad de plantas: Galium, Gossypium, Rumex, Vitis, Euphorbia, Linaria, Epilobium, Antirrhinum,  Scabiosa, Linum, Fuchsia y Asphodelus.

## Galería

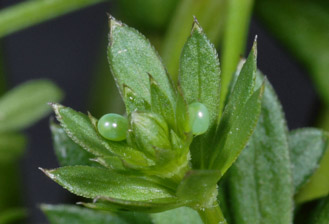
Huevos
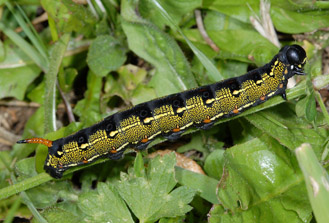
Oruga
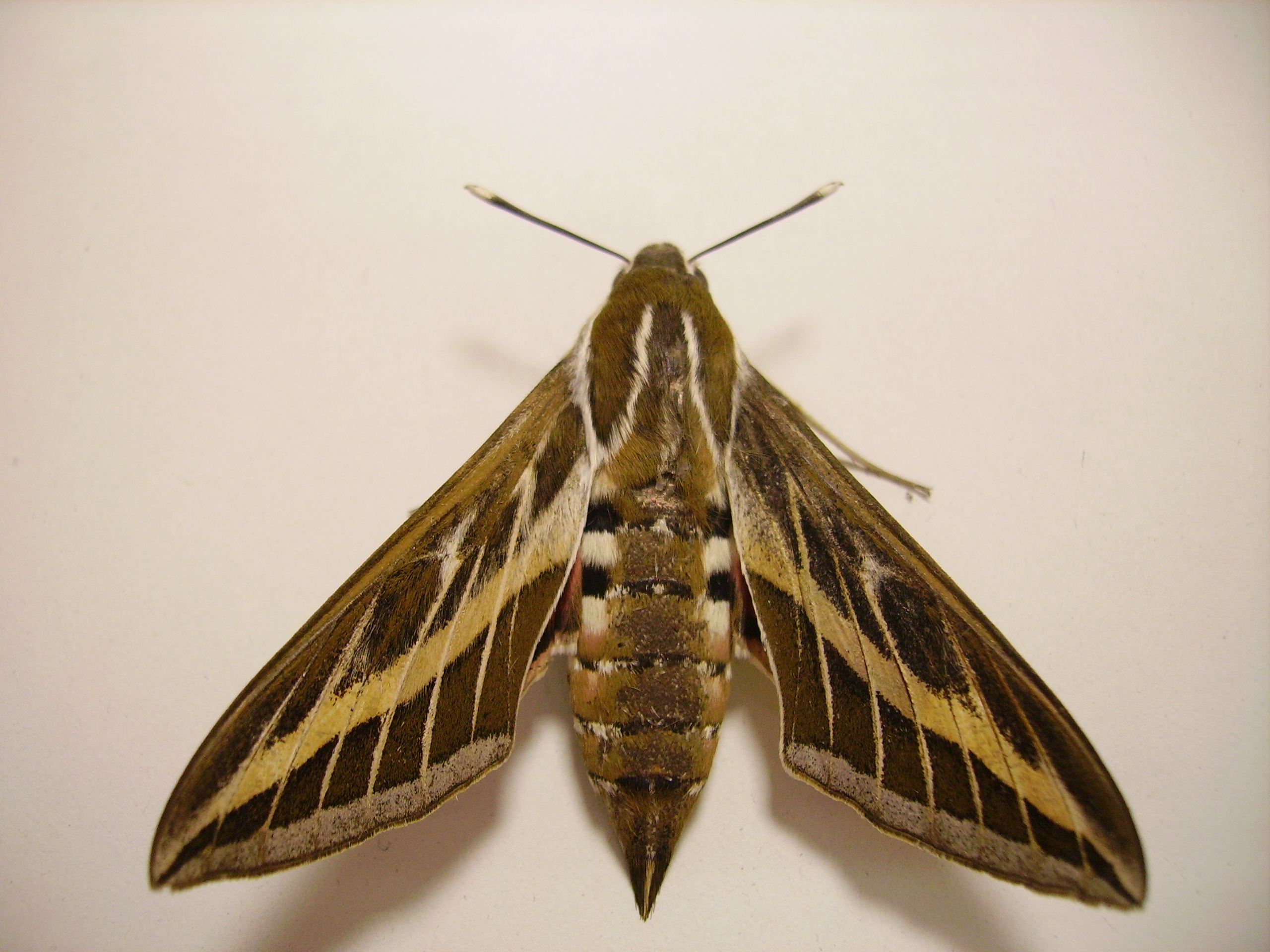
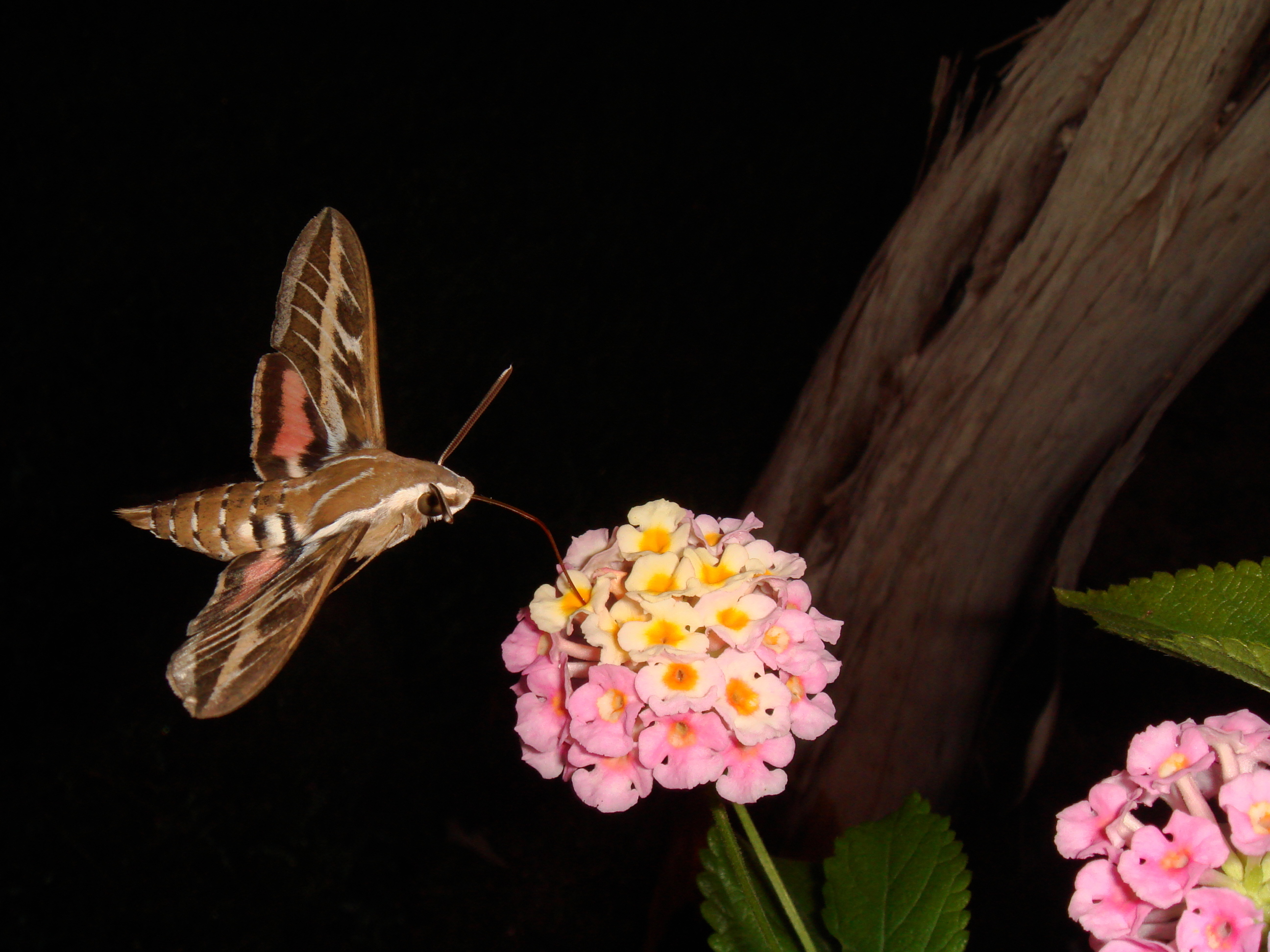
Hyles livornica alimentándose en flores de Lantana